# Complexo Viário Ayrton Senna
O Complexo Viário Ayrton Senna é um conjunto de vias subterrâneas da cidade de São Paulo que liga a avenida Vinte e Três de Maio à avenida Antônio Joaquim de Moura Andrade.
Seu limite de velocidade é de 50 km/h, e atualmente conta com fiscalização eletrônica em uma de suas entradas, mas não ao longo do percurso.
Em janeiro de 2011, seu sistema de iluminação foi trocado por lâmpadas brancas de LED, proporcionando maior visibilidade aos motoristas, além de uma economia de energia de até 80%.
O custo orçado da obra era de 147 milhões de reais, porém, no final, foram gastos 738 milhões de reais.
Acima de uma das entradas do complexo, estava localizado o Monumento a Ayrton Senna‎, inaugurado no mesmo ano da inauguração dos túneis. Após a transferência do monumento para o Centro Esportivo Modelódromo, no local foi hasteada uma bandeira do Brasil.